# Searcy (Arkansas)
Pour les articles homonymes, voir Searcy.
La ville américaine de Searcy est située dans le comté de White, dans l'Arkansas.

## Histoire

### Époque contemporaine
La ville est fondée en 1838.
Le 9 août 1965, un incendie dans une base de missiles Titan II près de Searcy fait 53 victimes.

## Population et société

### Démographie

#### Évolution du nombre d'habitants
| 1860 | 1870 | 1880 | 1890  | 1900  | 1910  |
| ---- | ---- | ---- | ----- | ----- | ----- |
| 621  | 874  | 840  | 1 203 | 1 995 | 2 331 |

| 1920  | 1930  | 1940  | 1950  | 1960  | 1970  |
| ----- | ----- | ----- | ----- | ----- | ----- |
| 2 836 | 3 387 | 3 670 | 6 024 | 7 272 | 9 040 |

| 1980   | 1990   | 2000   | 2010   | - | - |
| ------ | ------ | ------ | ------ | - | - |
| 13 612 | 15 180 | 18 928 | 22 858 | - | - |

## Culture locale et patrimoine

### Personnalités liées à la ville
- Mike Beebe, gouverneur de l'Arkansas de 2007 à 2015.
- Beth Ditto, chanteuse du groupe The Gossip.